# Nové Lublice
Nové Lublice település Csehországban, a Opavai járásban. Nové Lublice Jakartovice, Lhotka u Litultovic, Moravice és Kružberk településekkel határos. Lakosainak száma 178 fő (2024. január 1.).

## Népesség
A település lakosságának változását az alábbi diagram mutatja:
| Lakosok száma | 609  | 542  | 482  | 288  | 255  | 220  | 216  | 202  | 182  | 178  |
|               | 1869 | 1890 | 1921 | 1950 | 1980 | 2001 | 2017 | 2019 | 2022 | 2024 |